# Kreis Sellye
Der Kreis Sellye (ungarisch Sellyei járás) ist der Nachfolgerkreis des Kleingebiets Sellye (ungarisch Sellyei kistérség), das im Rahmen der ungarischen Verwaltungsreform Ende 2012 aufgelöst wurde. Alle 35 Gemeinden wechselten in den neuen Kreis Sellye, verstärkt durch 3 Gemeinden vom nordöstlichen Nachbarn, dem Kleingebiet Pécs. Sellye liegt im Südwesten des Komitats und hat im Süden 9 Grenzgemeinden zu Kroatien. Verwaltungssitz ist die einzige Stadt Sellye. Der Kreis hat die niedrigste Bevölkerungsdichte im Komitat.

## Gemeindeübersicht
| Gemeinde         | Status       | Herkunft Kleingebiet | Einwohnerzahl | Einwohnerzahl | Einwohnerzahl | Fläche     | Bevölkerungs- dichte (Ew./km²) |
| Gemeinde         | Status       | Herkunft Kleingebiet | 01.10.2011    | 01.01.2013    | 01.01.2016    | 01.01.2016 | Bevölkerungs- dichte (Ew./km²) |
| ---------------- | ------------ | -------------------- | ------------- | ------------- | ------------- | ---------- | ------------------------------ |
| Adorjás          | Gemeinde     | Sellye               | 181           | 184           | 190           | 8,10       | 23,5                           |
| Baksa            | Gemeinde     | Pécs                 | 770           | 788           | 754           | 13,82      | 54,6                           |
| Baranyahídvég    | Gemeinde     | Sellye               | 188           | 188           | 176           | 8,49       | 20,7                           |
| Besence          | Gemeinde     | Sellye               | 113           | 126           | 101           | 9,58       | 10,5                           |
| Bogádmindszent   | Gemeinde     | Sellye               | 418           | 433           | 406           | 11,58      | 35,1                           |
| Bogdása          | Gemeinde     | Sellye               | 276           | 283           | 248           | 20,99      | 11,8                           |
| Csányoszró       | Gemeinde     | Sellye               | 679           | 677           | 642           | 28,56      | 22,5                           |
| Drávafok         | Gemeinde     | Sellye               | 485           | 509           | 506           | 23,90      | 21,2                           |
| Drávaiványi      | Gemeinde     | Sellye               | 189           | 220           | 207           | 11,01      | 18,8                           |
| Drávakeresztúr   | Gemeinde     | Sellye               | 102           | 99            | 119           | 12,97      | 9,2                            |
| Drávasztára      | Gemeinde     | Sellye               | 403           | 418           | 399           | 18,18      | 21,9                           |
| Felsőszentmárton | Gemeinde     | Sellye               | 951           | 950           | 898           | 19,46      | 46,1                           |
| Gilvánfa         | Gemeinde     | Sellye               | 380           | 398           | 401           | 15,43      | 26,0                           |
| Hegyszentmárton  | Gemeinde     | Sellye               | 414           | 416           | 413           | 18,78      | 22,0                           |
| Hirics           | Gemeinde     | Sellye               | 237           | 238           | 244           | 14,68      | 16,6                           |
| Kákics           | Gemeinde     | Sellye               | 218           | 224           | 197           | 14,89      | 13,2                           |
| Kemse            | Gemeinde     | Sellye               | 59            | 56            | 61            | 8,96       | 6,8                            |
| Kisasszonyfa     | Gemeinde     | Sellye               | 172           | 186           | 209           | 8,87       | 23,6                           |
| Kisszentmárton   | Gemeinde     | Sellye               | 236           | 243           | 243           | 14,86      | 16,4                           |
| Kórós            | Gemeinde     | Sellye               | 226           | 220           | 210           | 15,12      | 13,9                           |
| Lúzsok           | Gemeinde     | Sellye               | 220           | 232           | 236           | 6,52       | 36,2                           |
| Magyarmecske     | Gemeinde     | Sellye               | 313           | 324           | 336           | 11,95      | 28,1                           |
| Magyartelek      | Gemeinde     | Sellye               | 217           | 216           | 208           | 6,84       | 30,4                           |
| Markóc           | Gemeinde     | Sellye               | 64            | 72            | 56            | 5,79       | 9,7                            |
| Marócsa          | Gemeinde     | Sellye               | 91            | 104           | 83            | 11,38      | 7,3                            |
| Nagycsány        | Gemeinde     | Sellye               | 147           | 152           | 155           | 5,65       | 27,4                           |
| Okorág           | Gemeinde     | Sellye               | 164           | 173           | 157           | 11,85      | 13,2                           |
| Ózdfalu          | Gemeinde     | Sellye               | 165           | 167           | 156           | 8,00       | 19,5                           |
| Páprád           | Gemeinde     | Sellye               | 157           | 158           | 142           | 12,11      | 11,7                           |
| Piskó            | Gemeinde     | Sellye               | 247           | 250           | 242           | 11,55      | 21,0                           |
| Sámod            | Gemeinde     | Sellye               | 185           | 187           | 172           | 6,20       | 27,7                           |
| Sellye           | Stadt        | Sellye               | 2.783         | 2.727         | 2.548         | 25,18      | 101,2                          |
| Sósvertike       | Gemeinde     | Sellye               | 173           | 169           | 155           | 6,60       | 23,5                           |
| Tengeri          | Gemeinde     | Pécs                 | 46            | 55            | 54            | 4,46       | 12,1                           |
| Téseny           | Gemeinde     | Pécs                 | 296           | 305           | 308           | 12,08      | 25,5                           |
| Vajszló          | Großgemeinde | Sellye               | 1.812         | 1.821         | 1.759         | 17,71      | 99,3                           |
| Vejti            | Gemeinde     | Sellye               | 167           | 176           | 169           | 9,76       | 17,3                           |
| Zaláta           | Gemeinde     | Sellye               | 248           | 239           | 207           | 21,83      | 9,5                            |
| Kreis Sellye     |              |                      | 14.192        | 14.383        | 13.767        | 493,69     | 27,9                           |